# Péter Harrach
Dans le nom hongrois Harrach Péter, le nom de famille précède le prénom, mais cet article utilise l’ordre habituel en français Péter Harrach, où le prénom précède le nom.
Péter Harrach, né le 2 novembre 1947 à Budapest, est un homme politique hongrois, député et membre du Parti populaire démocrate-chrétien (KDNP).